# 螅镇乡
螅镇乡是中国陕西省榆林市佳县下辖的一个乡。

## 行政区划
螅镇乡下辖以下行政区：
螅镇居委会、刘家坪村、青瓜崖村、大柳湾村、新窑村、石畔村、牛草扩略村、曹家沟村、王家塔村、高崖畔村、菜元咀村、李家坪村、荷叶坪村、南山村、贺家墕头村、北坬村、任甲村、冉沟村、新舍窠村、马乃畔村、水井畔村、李家山村、老赵圪凹村、龙王庙村、马蹄塌村、梨树坬村、张家塌村、大庄村、小庄村、碛头村、和山村、道金条村、中泥家湾村、小社村、庙墕村、王川山村